# Bianca Salming

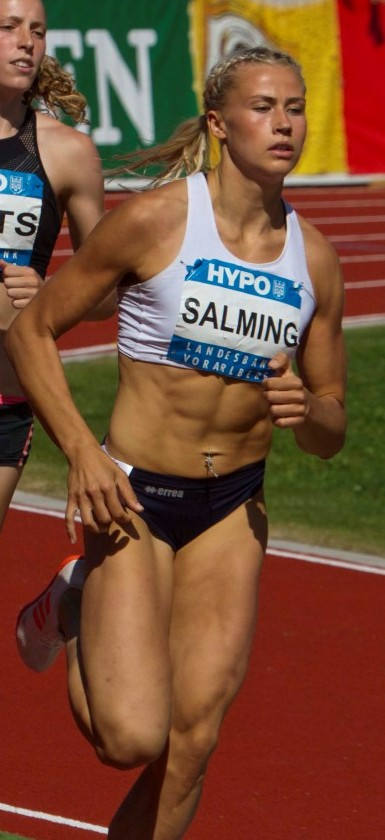
Salming på 800 meter i Götzis 28 maj 2017.

Bianca Emmelie Elisabeth Salming, född 22 november 1998 i Hägerstens församling i Stockholm, är en svensk friidrottare med huvudsaklig inriktning på mångkamp. Hon har flera SM-guld i sjukamp. Hon har tidigare tävlat för  Täby IS men tillhör sedan januari 2017 Turebergs FK. Hon gjorde sin allra första friidrottstävling december 2007, och tog bronsmedalj i höjd.
Bianca Salming slutade på fjärde plats i sjukamp vid Juniorvärldsmästerskapen i friidrott 2016. Vid inomhus-EM 2017 i Belgrad kom hon på en tiondeplats med nytt personbästa 4 389 poäng.
Hon är dotter till Börje Salming och brorsdotter till Stig Salming.

## Stilstudie
Stilstudie från Finnkampen på Stockholms stadion den 24 augusti 2019 då Bianca Salming kom på delad andra plats med 1,84. 

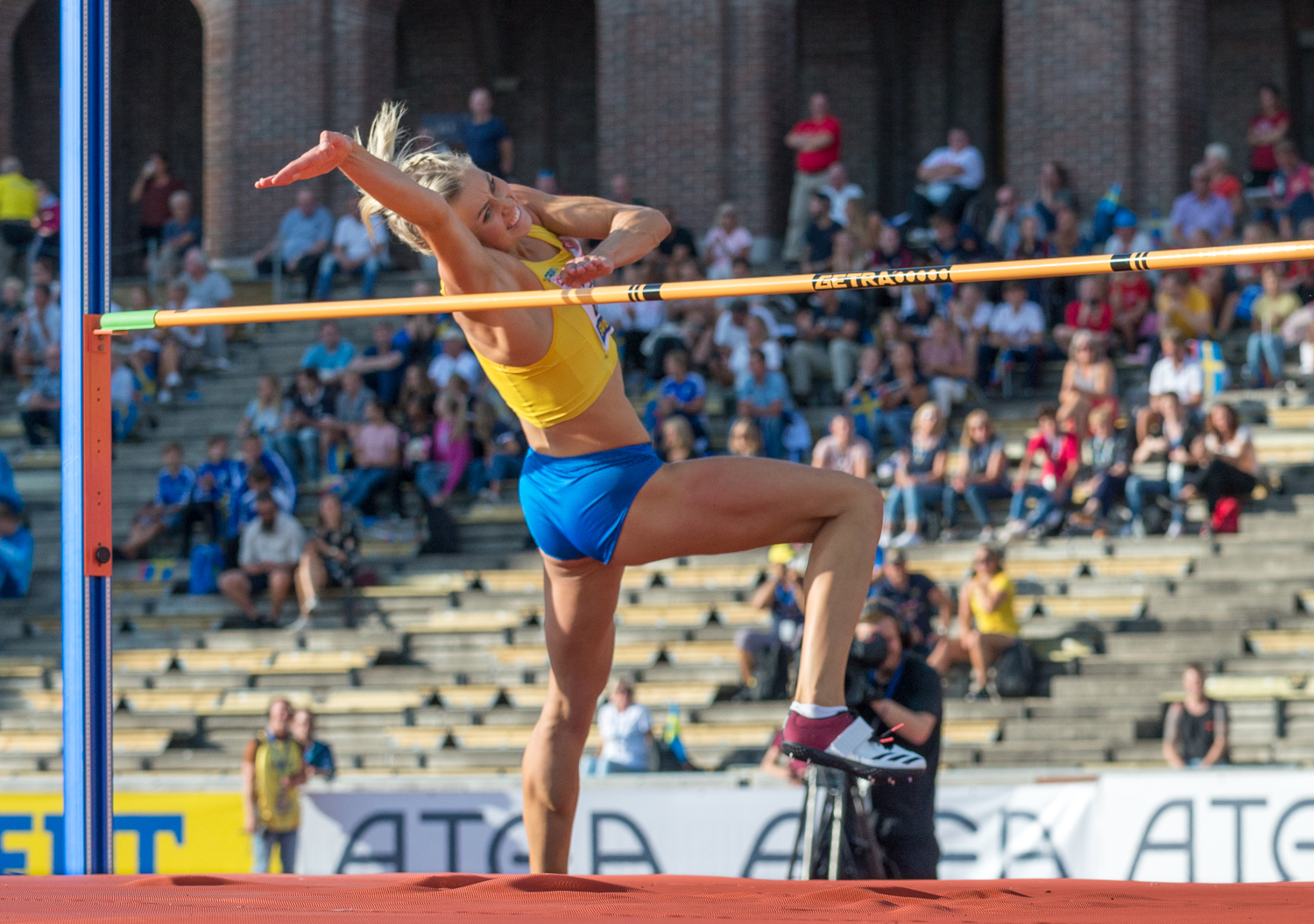
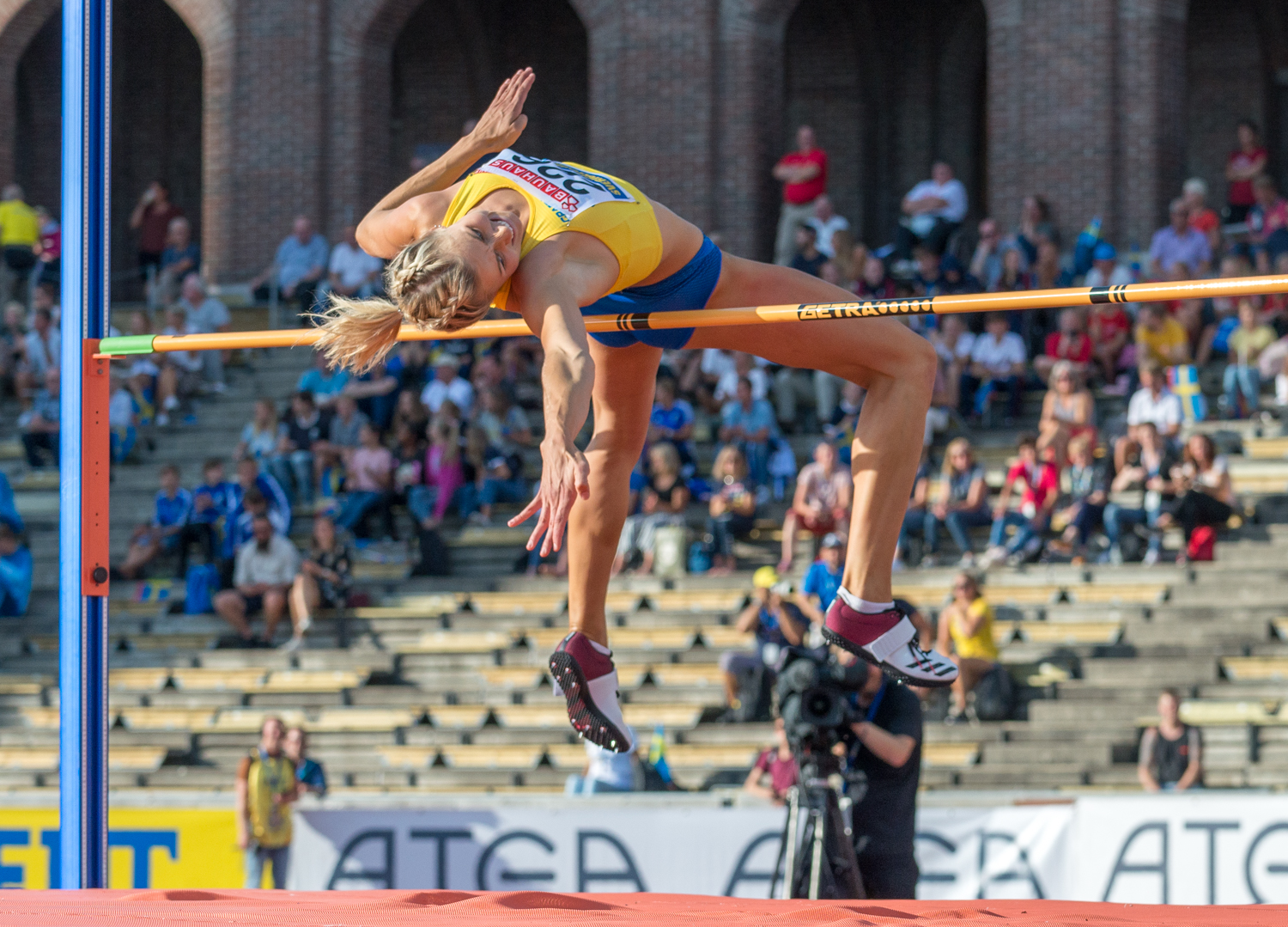
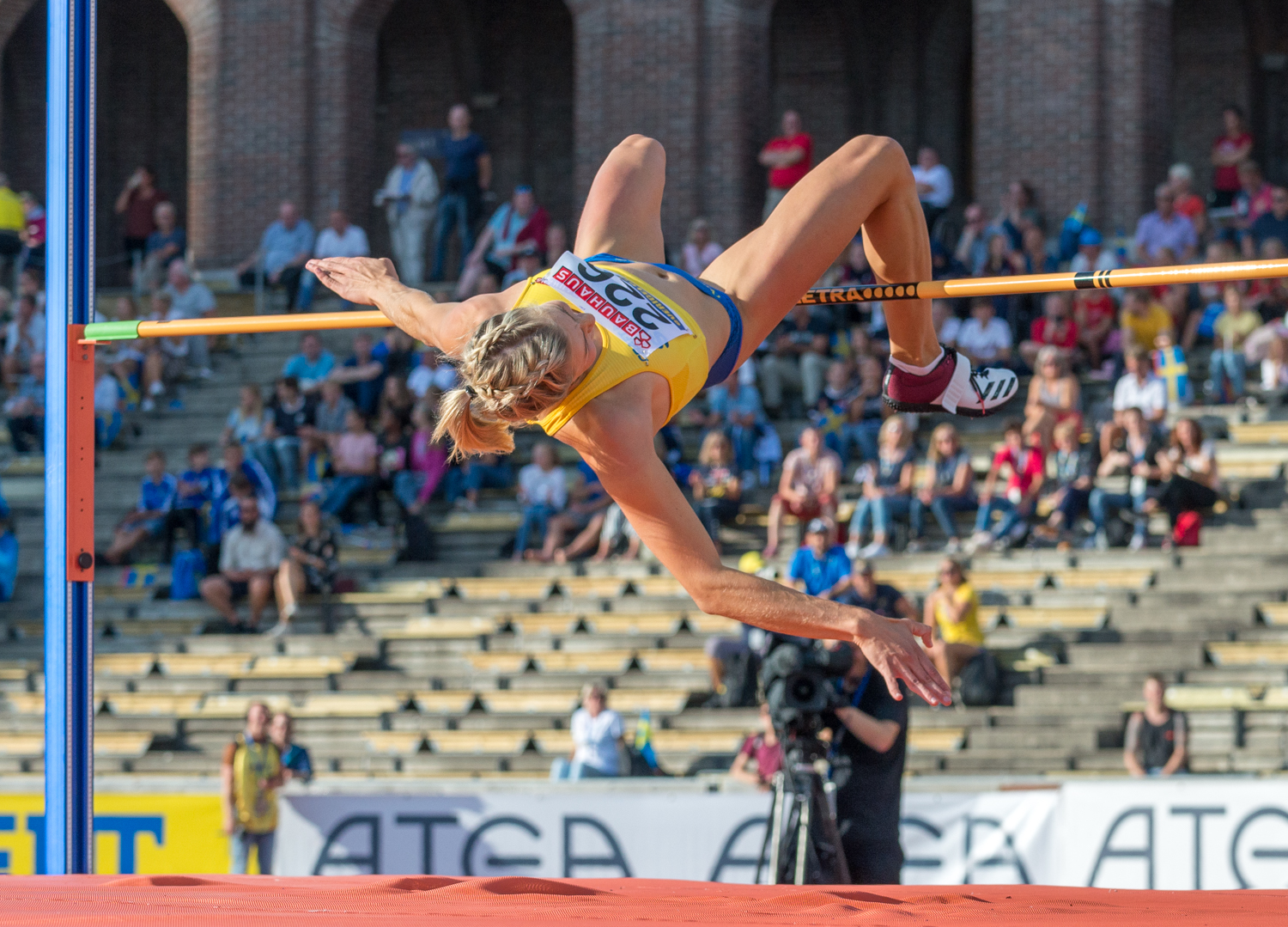
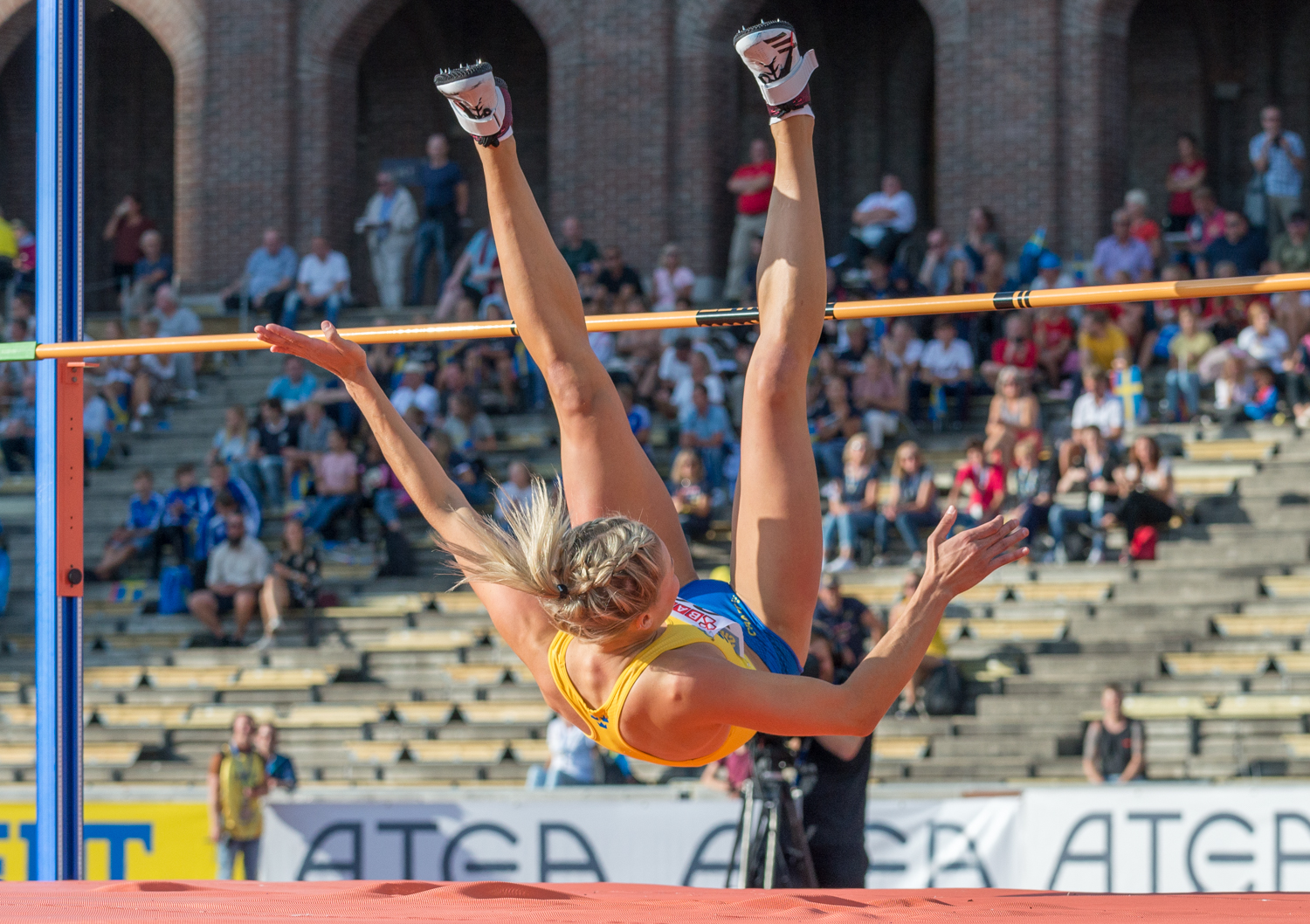

## Personliga rekord

### Utomhus, sjukamp och dess grenar[26]
| Gren       | Resultat | Plats               | Datum           | Virtuell bästa serie |
| ---------- | -------- | ------------------- | --------------- | -------------------- |
| Sjukamp    | 6 101 p  | Ljungby, Sverige    | 8 augusti 2021  | 6 430 poäng          |
| 100 m häck | 14,33    | Västerås, Sverige   | 23 juli 2022    | 933 p                |
| Höjdhopp   | 1,92     | Pärnu, Estland      | 16 juni 2018    | 1132 p               |
| Kula       | 14,48    | Göteborg, Sverige   | 18 juni 2022    | 827 p                |
| 200 meter  | 26,01    | Sollentuna, Sverige | 2 juli 2022     | 797 p                |
| Längdhopp  | 6,13     | Monachil, Spanien   | 7 juli 2017     | 890 p                |
| Spjut      | 51,68    | Ryavallen, Sverige  | 27 augusti 2021 | 893 p                |
| 800 meter  | 2.10,46  | Gävle, Sverige      | 13 augusti 2017 | 958 p                |

| - 400 meter – 56,32 (Sollentuna, Sverige 12 juni 2022) - 100 meter häck, 76,2 cm – 14,64 (Gävle, Sverige 5 september 2015) – som ungdom - Tresteg – 12,44 (Kristinehamn, Sverige 29 augusti 2020) - Kula, 3 kg – 14,75 (Cali, Colombia 17 juli 2015) – som ungdom (UVM) - Diskus – 35,74 (Sollentuna, Sverige 22 september 2020) - Spjut, 500 g – 48,26 (Kalmar, Sverige 22 augusti 2015) – som ungdom | Inomhus Femkampsgrenar 800 meter – 2.11,44 ( EM , Belgrad , Serbien 3 mars 2017 ) [ 25 ] 60 meter häck – 8,72 ( Toruń , Polen 16 februari 2025 ) [ 26 ] Höjd – 1,90 ( Norrköping , Sverige 17 februari 2019 ) [ 26 ] Längd – 5,91 ( Tallinn , Estland 4 februari 2024 ) [ 26 ] Kula – 14,94 ( Sollentuna , Sverige 17 januari 2022 ) [ 26 ] Femkamp – 4 533 p. ( Tallinn , Estland 4 februari 2024 ) [ 26 ] Övriga grenar 200 meter – 27,32 ( Huddinge , Sverige 27 januari 2018 ) [ 26 ] 400 meter – 57,15 ( Sollentuna , Sverige 19 januari 2022 ) [ 26 ] 1 500 meter – 4.45,33 ( Uppsala , Sverige 25 februari 2018 ) [ 26 ] Kula , 3 kg – 15,62 ( Sätra, Stockholm 14 februari 2016 ) [ 26 ] – som ungdom |